# Mikoyan-Gurevich MiG-8
El Mikoyan-Gurevich MiG-8 (del ruso: Микоян и Гуревич МиГ-8 «Утка») fue una aeronave experimental soviética. Construida en madera, fue diseñada y construida en 1945, con el fin de probar la, para la entonces novedosa, configuración canard. El avión también contaba con un tren de aterrizaje de tres ruedas, usado por primera vez por la oficina de diseños experimentales (OKB). Fue modificado para probar gran variedad de configuraciones y usado posteriormente como avión de enlace en años siguientes por la OKB.
La aeronave fue apodada Utka ("pato"), a causa de la configuración "canard" que proviene de la palabra francesa para "pato".

## Especificaciones
Referencia datos: Gunston, The Osprey Encyclopaedia of Russian Aircraft 1875–1995, p. 184

### Características generales
- Tripulación: 1
- Capacidad: 2
- Longitud: 7 m (22,9 ft)
- Envergadura: 9,5 m (31,2 ft)
- Superficie alar: 15 m² (161,5 ft²)
- Perfil alar: Clark YH
- Peso vacío: 642 kg (1415 lb)
- Peso cargado: 1150 kg (2534,6 lb)
- Planta motriz: 1× de-rated Shvetsov M-11FM cinco cilindros radial, enfriado por aire..
- Diámetro de la hélice: 2.36

### Rendimiento
- Velocidad nunca excedida (Vne): 205 km/h (127 MPH; 111 kt)
- Radio de acción: 500 m (1640 ft)